# Rigifila ramosa
Rigifila ramosa — вид одноклітинних еукаріот монотипової родини Rigifilidae, відкритий 2012 року. 

## Опис
Вид живе у ґрунті або у водному середовищі. Живиться бактеріями. Має клітину круглої форми з закрученою дорсовентральною частиною. Утворює псевдоподії, якими захоплює здобич. Мітохондріальні кристи плоскі.
Найближчим родичем є вид Micronuclearia podoventralis, від якого Rigifila відрізняється двошаровою клітинною мембраною. Також у Rigifila товстіша та помітніша дорсальна філоподія.

## Класифікація
2013 року Кавальє-Сміт включив родину до запропонованого ним таксону Varisulca.
2018 року родину було перекласифіковано до клади CRuM.